# Jan Novotný (politik KSČ, 1913)
Jan Novotný (14. srpna 1913 – ???) byl český a československý politik Komunistické strany Československa a poúnorový poslanec Národního shromáždění ČSR.

## Biografie
V komunálních volbách v roce 1946 byl zvolen předsedou MNV v Adamově. V této funkci setrval do roku 1948.[zdroj?] Roku 1948 se uvádí jako nástrojař a tajemník Komunistické strany Československa, bytem Adamov.
Po volbách roku 1948 byl zvolen do Národního shromáždění za KSČ ve volebním kraji Brno. Mandát nabyl až dodatečně v lednu 1949 jako náhradník poté, co rezignoval poslanec Antonín Vlach. V parlamentu zasedal do listopadu 1952, kdy rezignoval a nahradil ho Bohuslav Bláha.
Jistého Jana Novotného zvolil XI. sjezd KSČ kandidátem Ústředního výboru Komunistické strany Československa.